# Al-Faisaly Sport Club (Amman)
Ne doit pas être confondu avec le club de football saoudien Al Faisaly
Maillots
Le Al-Faisaly Sport Club (en arabe : نادي الفيصلي الرياضي), plus couramment abrégé en Al-Faisaly, est un club jordanien de football fondé en 1932 et basé à Amman, la capitale du pays.
C'est le club le plus titrés de Jordanie.

## Palmarès
| Compétitions nationales | Compétitions internnationales |
| --- | --- |
| - Championnat de Jordanie (35) : - Champion : 1944, 1945, 1959, 1960, 1961, 1962, 1963, 1964, 1965, 1966, 1970, 1971, 1972, 1973, 1974, 1976, 1977, 1983, 1985, 1986, 1989, 1990, 1991, 1993, 1994, 1999, 2000, 2001, 2003, 2004, 2010, 2012, 2017, 2019 et 2022. - Vice-champion : 1998, 2006, 2007, 2008, 2011, 2016 et 2024. - Coupe de Jordanie (21) : - Vainqueur : 1980, 1981, 1983, 1987, 1989, 1992, 1993, 1994, 1995, 1998, 1999, 2001, 2003, 2004, 2005, 2008, 2012, 2015, 2017, 2019 et 2021. - Finaliste : 1985, 1989, 2000, 2006 et 2007. - Supercoupe de Jordanie (17) - Vainqueur : 1981, 1982, 1984, 1986, 1987, 1991, 1993, 1994, 1995, 1996, 2002, 2004, 2006, 2012, 2015, 2017 et 2020. - Finaliste : 1989, 1990, 2000, 2001, 2003, 2005, 2008, 2010 et 2024. - Coupe JFA de Jordanie (8) : - Vainqueur : 1987, 1991, 1992, 1997, 2000, 2009, 2012 et 2022. - Finaliste : 2006. | - Coupe de l'AFC (2) : - Vainqueur : 2005 et 2006. - Finaliste : 2007. - Ligue des champions arabes : - Finaliste : 2007 et 2017. - Coupe arabe des vainqueurs de coupe : - Finaliste : 1996. - Supercoupe arabe : - Finaliste : 2000. |

### Joueurs emblématiques
- Hatem Aqel
- Mohammad Shatnawi (en)
- Mohammad Awad (en)
- Mohammad Muneer (en)
- Adnan Al-Shuaibat (en)
- Hassouneh Al-Sheikh (en)
- Khalil Bani Attiah (en)
- Baha' Abdel-Rahman (en)
- Mehdi Alamah (en)
- Jamal Abu-Abed (en)
- Łukasz Gikiewicz (en)